# Cantón Patate
Cantón Patate är en kanton i Ecuador.   Den ligger i provinsen Tungurahua, i den centrala delen av landet, 120 km söder om huvudstaden Quito.